# Нагапетянц, Карина Эдуардовна
Кари́на Эдуа́рдовна Нагапетя́нц (26 мая 1985, Орджоникидзе) — российская и швейцарская дартсменка. Чемпионка мира и Европы по электронному дартсу, бронзовый призёр Кубка мира WDF, трёхкратная чемпионка России. Мастер спорта России международного класса.

## Биография
Начала заниматься дартсом в Ростове-на-Дону. Первый тренер — Михаил Таногин, основатель дартса в Ростове-на-Дону. Также девочкой занималась бабушка Лариса Нагапетянц, которая работала тренером.
В 2007 году стала чемпионкой Европы по электронному дартсу в парном разряде (вместе с Ольгой Майер) и вице-чемпионкой Европы в личном. Спустя год выиграла чемпионат Европы в личном разряде. В эти же годы завоевала три золотые медали чемпионата России.
Благодаря победам на чемпионатах Европы Карина получила право на присвоение звания мастера спорта международного класса, однако официально приказ был подписан только в 2012 году.

## Личная жизнь
Муж — Даниэль Кензик, гражданин Швейцарии.

## Достижения

### Личные
- Бронзовый призёр Кубка мира WDF (2009)
- Чемпионка Европы (2008, электронный дартс)
- Вице-чемпионка Европы (2007, электронный дартс)
- Чемпионка России (2007, 2008)
- Чемпионка Швейцарии[5]
- Бронзовый призёр чемпионата России (2006)[6]

### Парные
- Чемпионка Европы (2007, 2008, электронный дартс)